# IC 4057
IC 4057 је двојна звијезда у сазвјежђу Береникина коса која се налази на листи објеката дубоког неба у Индекс каталогу.
Деклинација објекта је + 23° 9' 34" а ректасцензија 13h 1m 5,4s.